# St. Martin (Neunkirchen/Nahe)

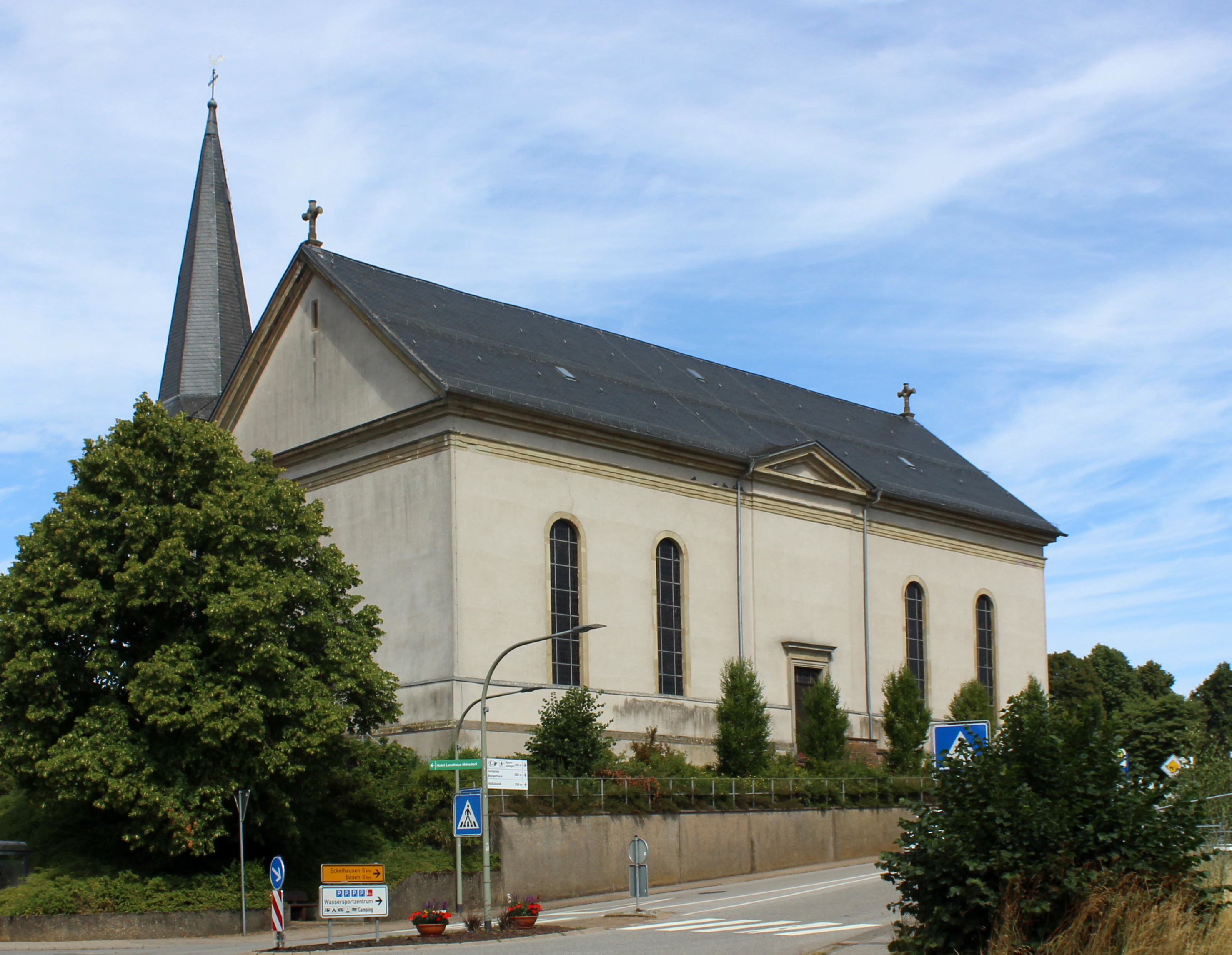
Die katholische Pfarrkirche St. Martin in Neunkirchen/Nahe

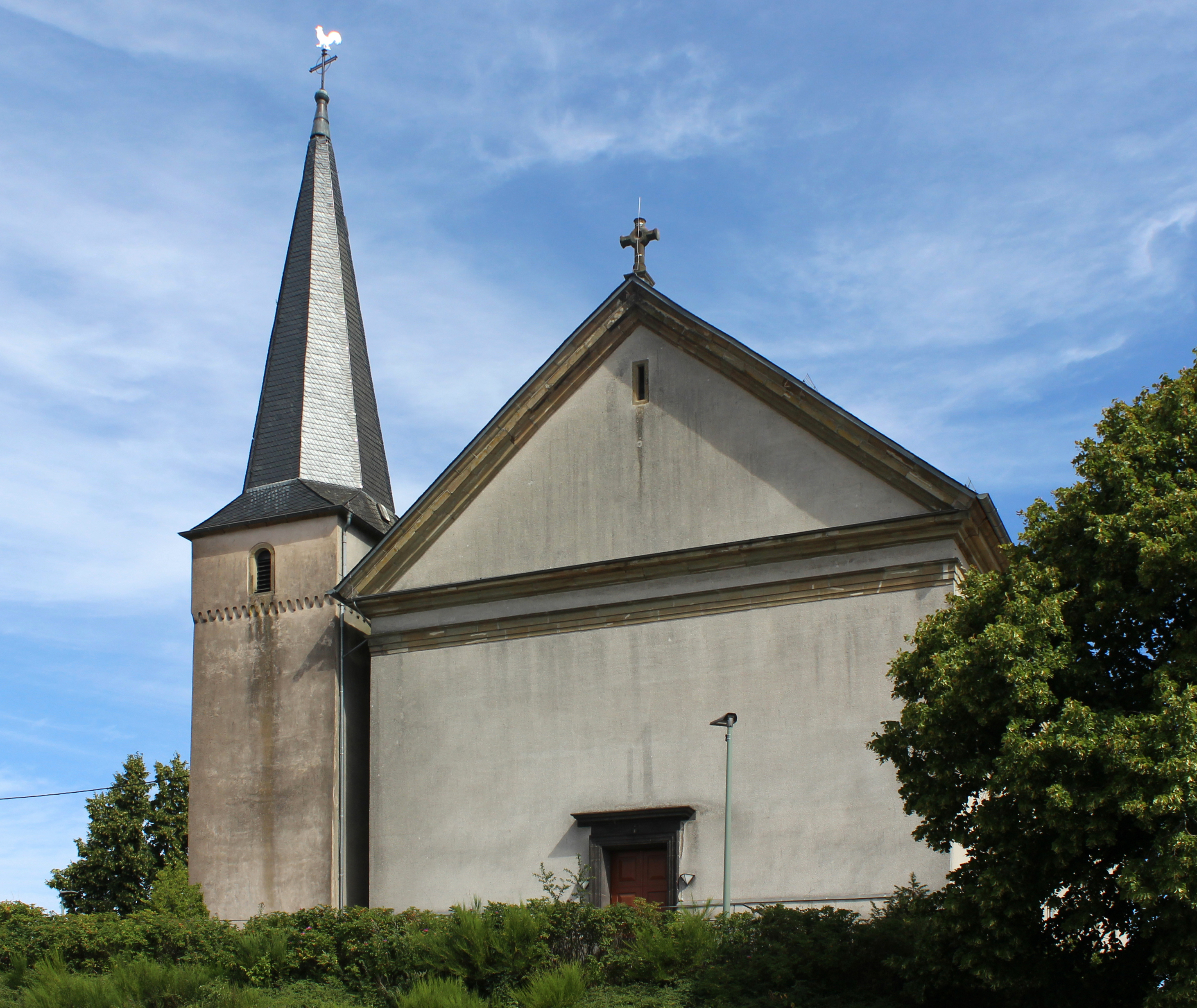
Weitere Ansicht der Kirche

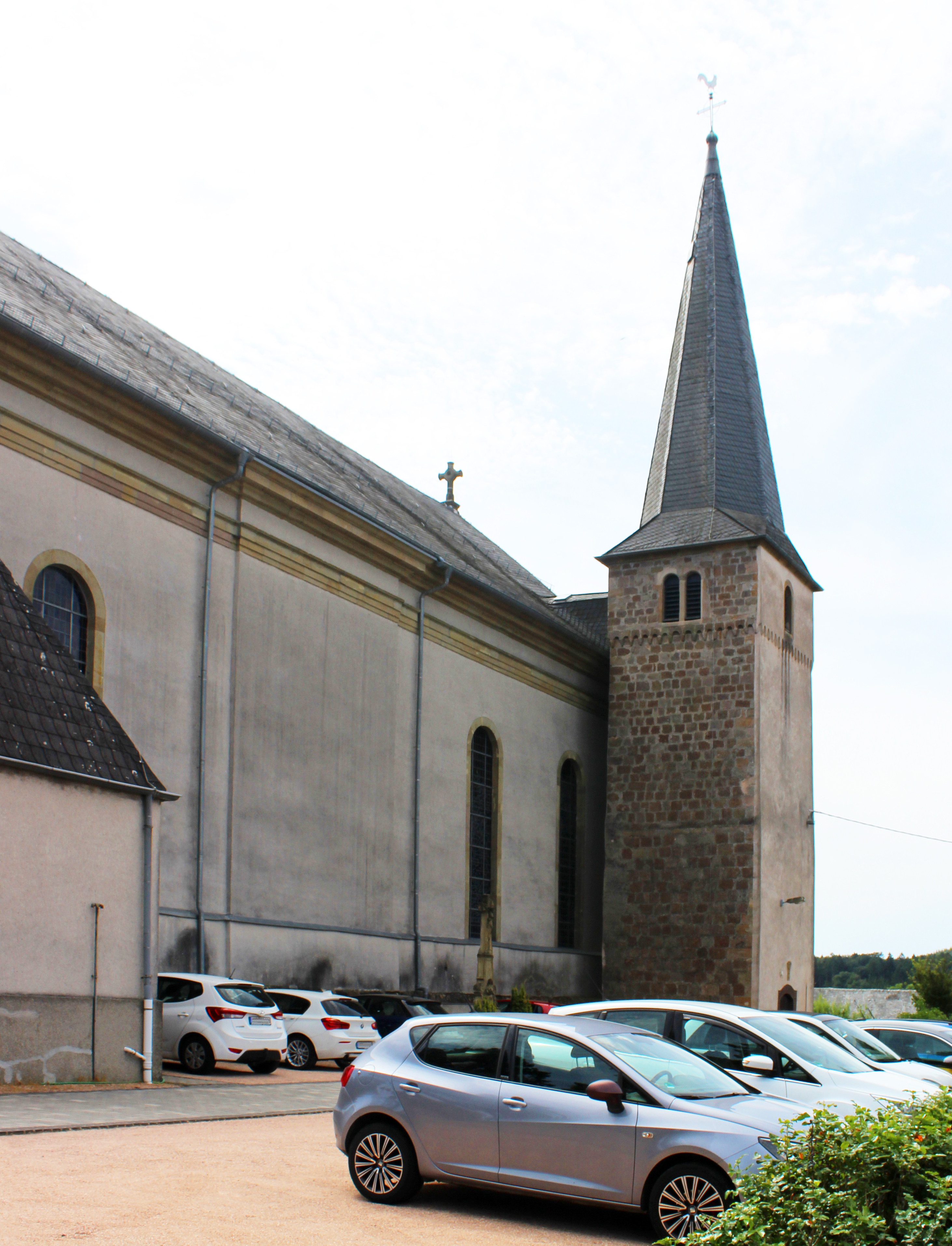
Blick auf den Turm, dem ältesten Teil der Kirche

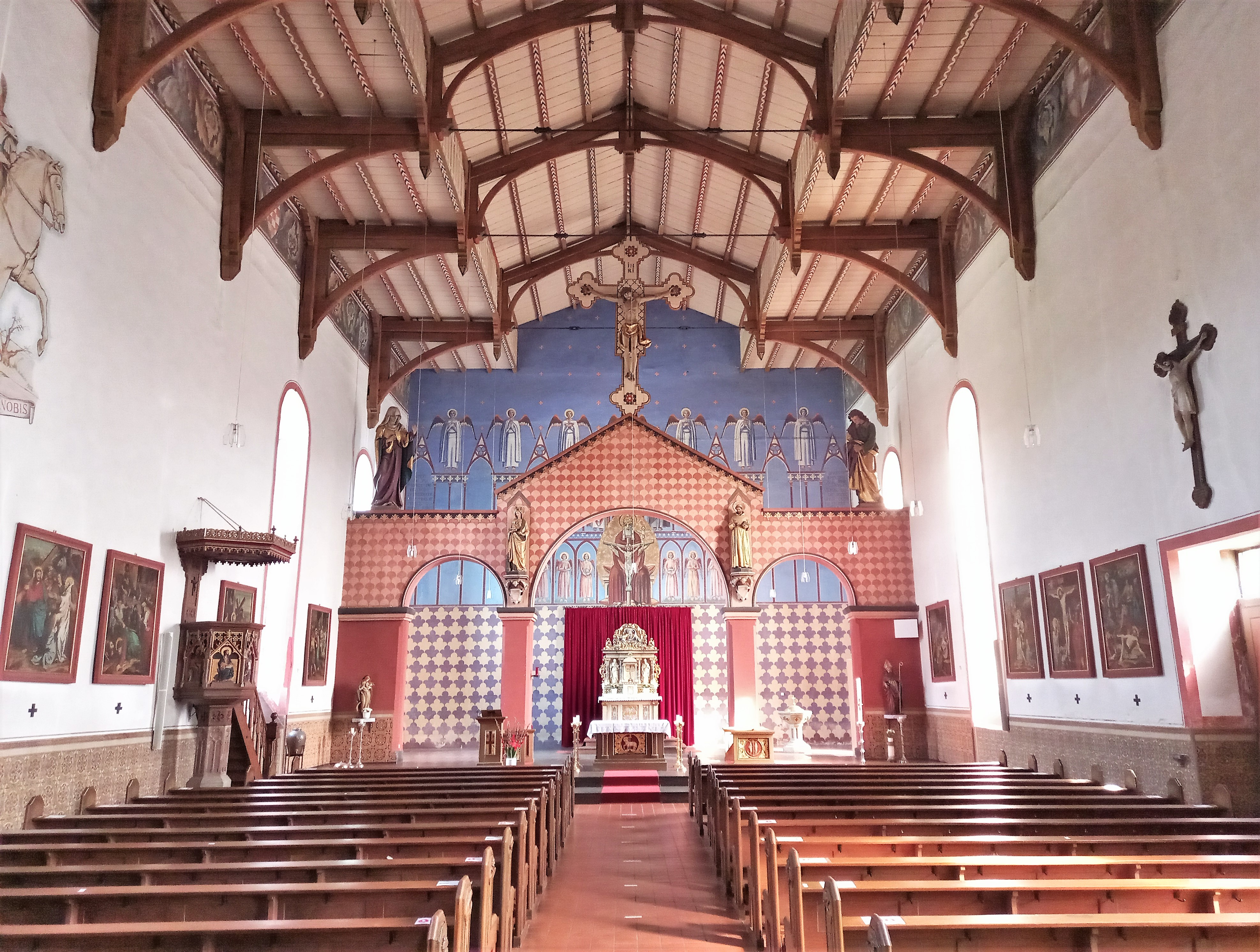
Blick ins Innere der Kirche

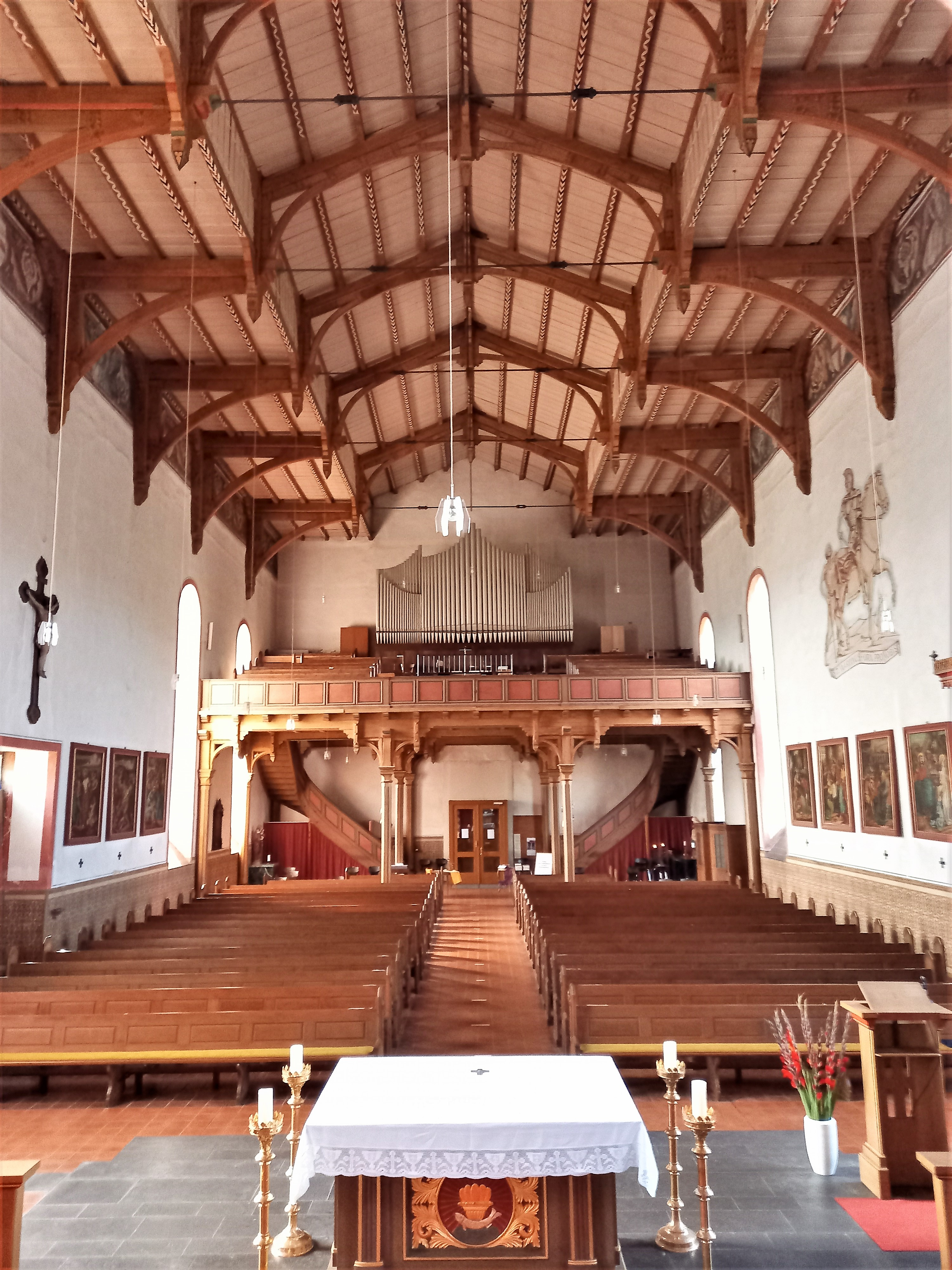
Blick vom Altarraum Richtung Orgelempore

Die Kirche St. Martin ist eine katholische Pfarrkirche im saarländischen Neunkirchen/Nahe, einem Ortsteil der Gemeinde Nohfelden, Landkreis St. Wendel. Kirchenpatron ist der heilige Martin. In der Denkmalliste des Saarlandes ist die Kirche als Einzeldenkmal aufgeführt.

## Geschichte
Die Kirche wurde in den Jahren 1828/29 nach Plänen von Valentin Karsch und König erbaut.
Ältester Teil der Kirche ist der Turm, der noch von der Vorgängerkirche stammt und wegen seiner Bedeutung als Baudenkmal stehenblieb.
In den Jahren 1867 und 1868 wurden erste Renovierungsarbeiten durchgeführt, bei denen die Kirche ein neues Dach, eine neue Decke und eine Empore erhielt. Ferner wurden im Innenraum alle Wände neu gestrichen und dekorative Malereien angebracht. Aufgrund einer hohen Anzahl eingegangener Spenden für die Kirche, war es außerdem möglich zusätzlich sieben neue Buntglasfenster, zwei Seitenaltäre, ein Missionskreuz und mehrere Kirchenstühle anzuschaffen.
1871 wurde in der Kirche ein neuer Fußboden verlegt und 1891 eine neue Orgel aufgestellt.
2005 musste die Kirche einer Renovierungsmaßnahme unterzogen werden, da durch das Dach Wasser eindrang. Die Gesamtkosten für die Maßnahme betrugen rund 170 000 Euro.

## Kirchengebäude
Bei dem Kirchengebäude handelt es sich um einen Rechtecksaal mit seitlich angebautem Turm.
Das Innere der Kirche wird durch eine Chorschranke mit drei Rundbögen bestimmt. Die Bögen ruhen auf quadratischen bzw. rechteckigen Pfeilern. Über dem mittleren Bogen, der wesentlich breiter und etwas höher ist als die beiden anderen, befindet sich ein flacher Dreiecksgiebel, darauf ein Missionskreuz flankiert von zwei Statuen auf den flachen Abschlüssen über den anderen Bögen. 
Auf der Rückwand des Chorraums sind im oberen Bereich Malereien angebracht. Auf der linken Seitenwand ist eine Darstellung des Kirchenpatrons, des heiligen Martin, zu sehen.
Beachtenswert sind außerdem die reich dekorierte Kanzel mit Schalldeckel sowie die Holzkonstruktionen der Empore und des offenen Dachstuhls.
An den Seitenwänden ist ein Kreuzweg in Form von Gemälden angebracht.

## Glocken
Im Turm der Kirche befindet sich ein Geläut bestehend aus vier Glocken.
| Nr. | Name           | Ton  | Gussjahr | Gießer, Gussort   | Gewicht (kg) | Inschrift                                                                    |
| 1   | St. Martin     | fis′ | ca. 1950 | Causard, Colmar   | 815          | IN ANGUSTIIS IMPLORO IN SOLEMNITATIBUS GONGUEDO SANCTE MARTINE ORA PRO NOBIS |
| 2   | St. Maria      | a′   | ca. 1950 | Causard, Colmar   | 480          | REGINA PACIS ORA PRO NOBIS                                                   |
| 3   | St. Josef      | h′   | 1955     | Otto, Saarlouis   | 350          | ST. JOSEF / PATRONUS ECCLESIAE ET MORIENTIUM / ORA PRO NOBIS +1955+          |
| 4   | Jesus Christus | d″   | 2007     | Abtei Maria Laach | 205          | CHRISTUS GESTERN, HEUTE UND IN EWIGKEIT!                                     |

## Orgel

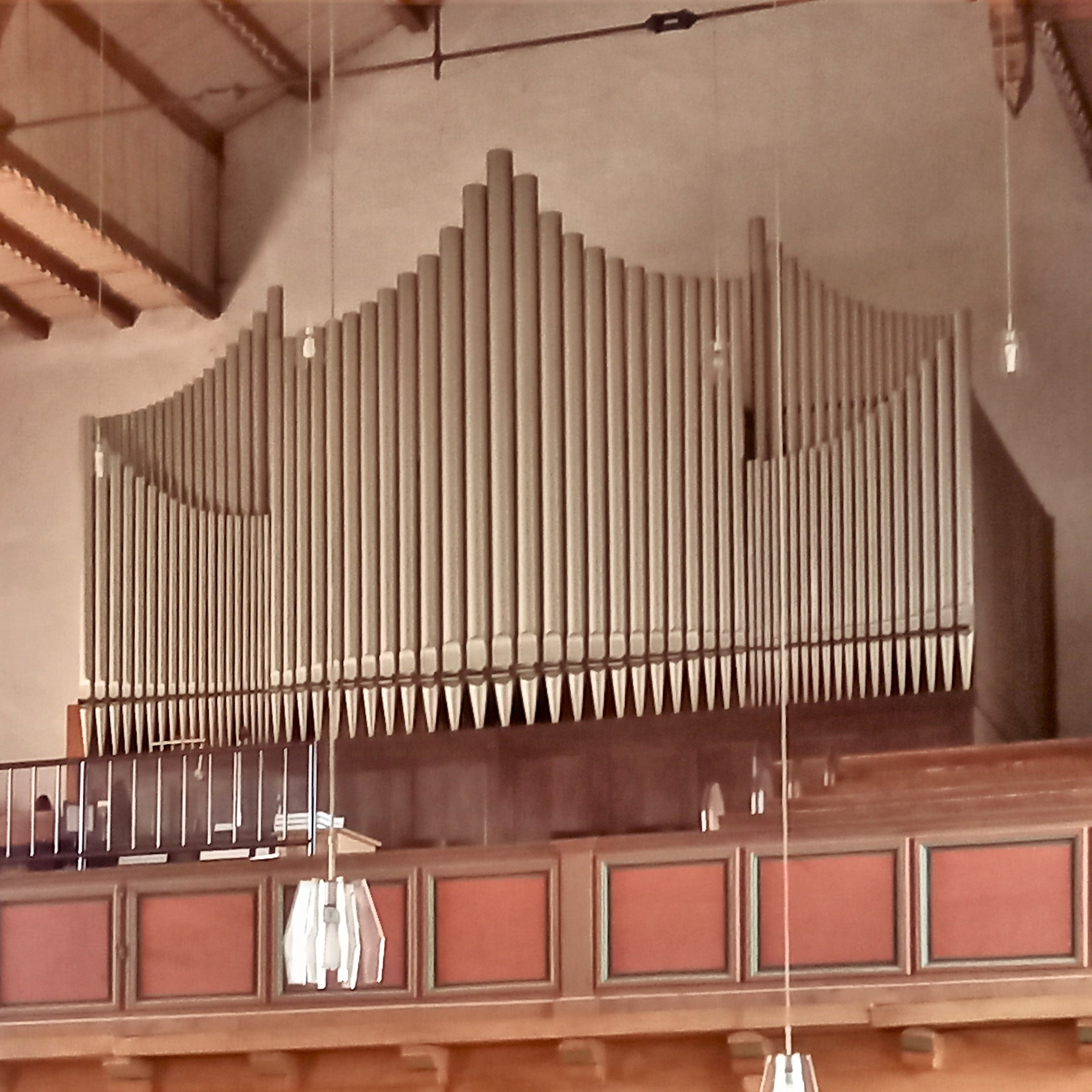
Sebald-&-Brandt-Orgel aus dem Jahr 1936

Die Orgel der Kirche wurde 1936 als Opus 2 von der Firma Sebald & Brandt (Trier) erbaut, wobei die ältesten Register des Instruments bereits aus dem Jahr 1891 stammen.
2012 wurde begonnen die Orgel einer Renovierung durch Thomas Gaida (Wemmetsweiler) zu unterziehen. Dabei wurde der Spieltisch neu aufgebaut, und neue Manuale, sowie eine neue Elektronik eingebaut. In einem zweiten Bauabschnitt soll eine Reinigung und eine neue Intonierung der Orgel erfolgen. Außerdem soll die Orgel um einen akustischen 32' erweitert werden.
Das Kegelladen-Instrument verfügt über 27 Register, verteilt auf 2 Manuale und Pedal. Die Spiel- und Registertraktur ist elektropneumatisch. Eine Besonderheit der Orgel ist das durchschlagende Zungenregister Stille Posaune 16' im Pedal, eines der wenigen durchschlagenden Orgelregister im Saarland. Die Disposition lautet wie folgt:
| I Hauptwerk C–g3 |               |       |
| 1.               | Gedacktpommer | 16′   |
| 2.               | Prinzipal     | 8′    |
| 3.               | Hohlflöte     | 8′    |
| 4.               | Flauto dolce  | 8′    |
| 5.               | Oktav         | 4′    |
| 6.               | Rohrflöte     | 4′    |
| 7.               | Quinte        | 2 ⁄3′ |
| 8.               | Oktav         | 2′    |
| 9.               | Mixtur III    | 2′    |
| 10.              | Trompete      | 8′    |

| II Schwellwerk C–g3 |                |        |
| 11.                 | Sanftgedackt   | 8′     |
| 12.                 | Salizional     | 8′     |
| 13.                 | Vox coelestis  | 8′     |
| 14.                 | Prestant       | 4′     |
| 15.                 | Nachthorn      | 4′     |
| 16.                 | Gemshornquinte | 2 ⁄3′  |
| 17.                 | Blockflöte     | 2′     |
| 18.                 | Terzflöte      | 1 3⁄5′ |
| 19.                 | Cimbel III     |        |
| 20.                 | Krummhorn      | 8′     |
| 21.                 | Geigenregal    | 4′     |
|                     | Tremolo        |        |

| Pedal C–f1 |                         |     |
|            | St. Martin 32′ (vakant) |     |
| 22.        | Prinzipalbass           | 16′ |
| 23.        | Subbass                 | 16′ |
| 24.        | Oktavbass               | 8′  |
| 25.        | Choralbass              | 4′  |
| 26.        | Nachthorn               | 2′  |
| 27.        | Stille Posaune          | 16′ |

- Koppeln:
  - Normalkoppeln: II/I, I/P, II/P
  - Suboktavkoppeln: I/I, II/I, II/II
  - Superoktavkoppeln: I/I, II/I, II/II, I/P, II/P
- Spielhilfen: 3600 Setzerkombinationen, I 8′ Ab, II 8′ Ab, Crescendotritt, Transposer ±12 HT, Sostenuto, Tacet